# Möbelstoff-Weberei Cammann & Co.

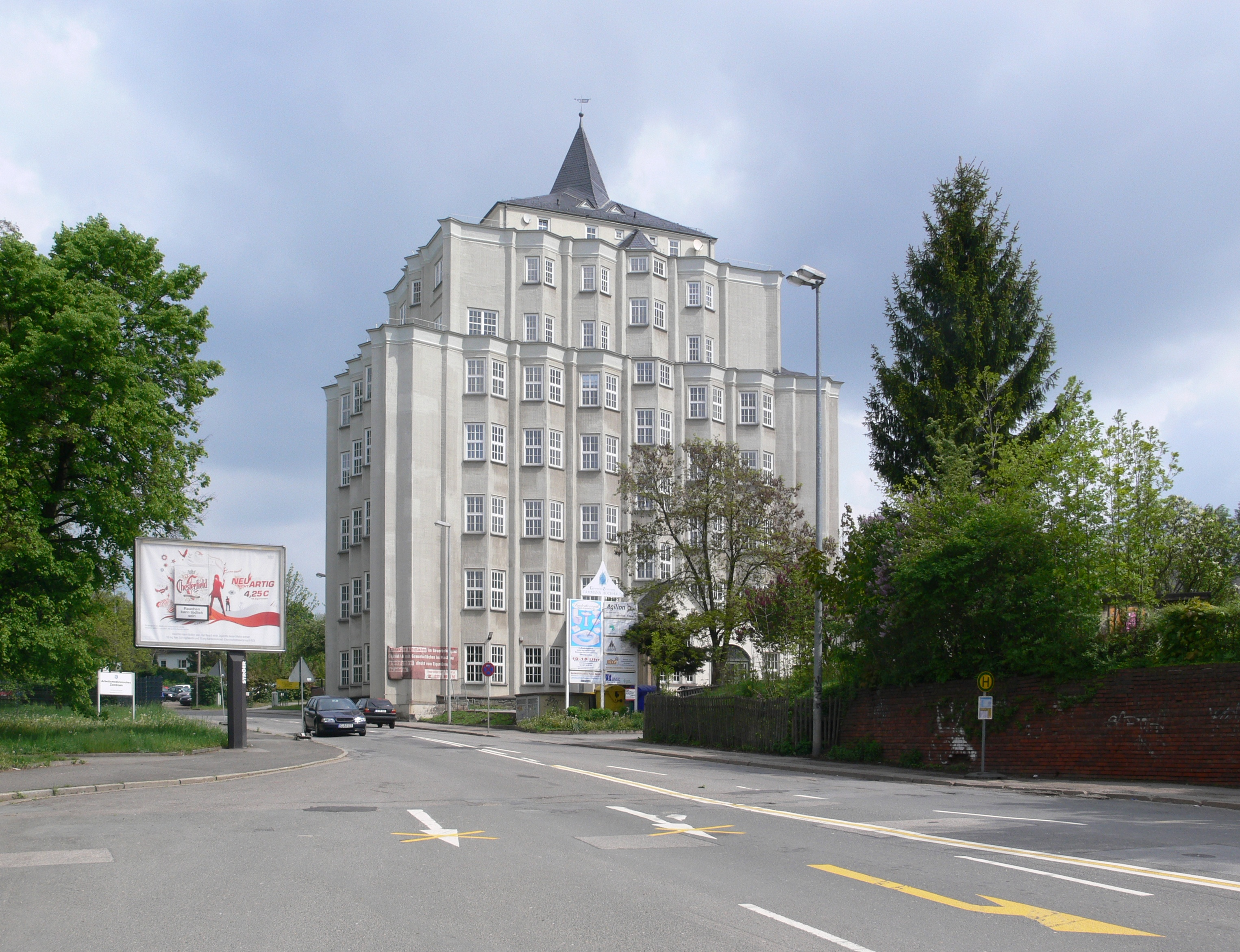
Cammann-Hochhaus

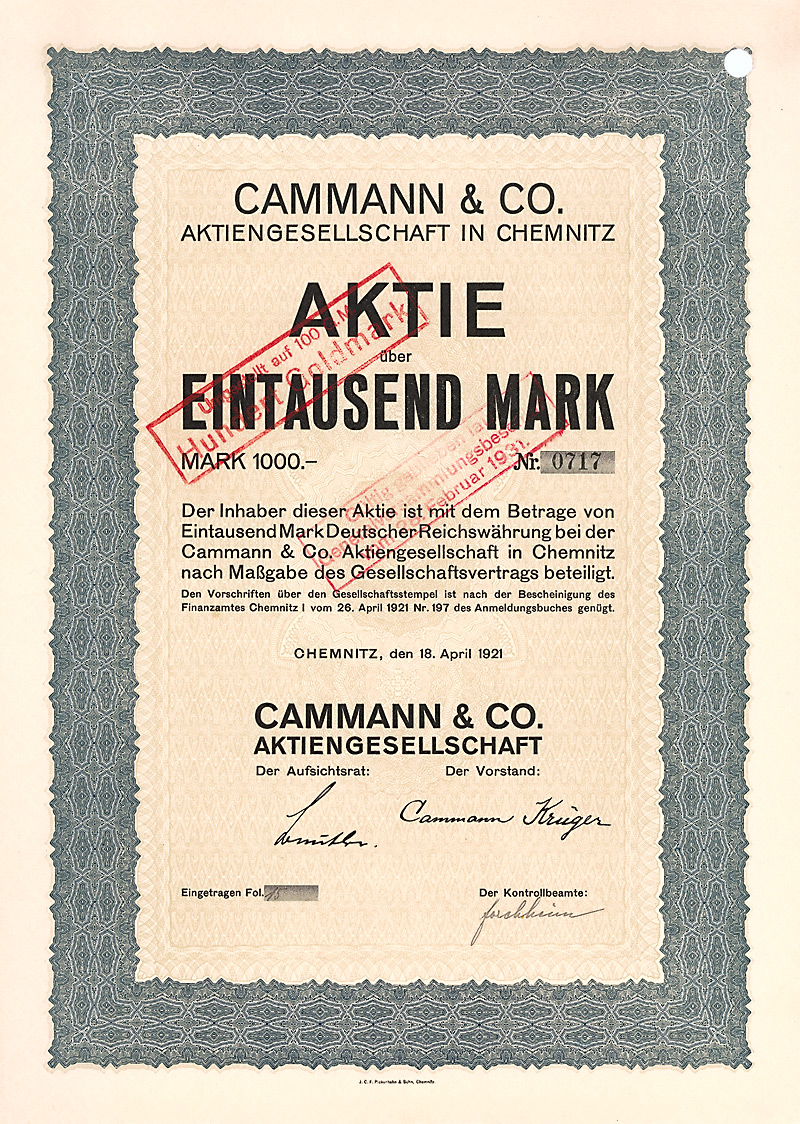
Aktie der Cammann & Co. AG von 1921

Die Möbelstoff-Weberei Cammann & Co. ist eine deutsche Weberei, die 1886 von Paul Cammann und Richard Krüger in Chemnitz gegründet wurde.

## Unternehmensgeschichte
Das Unternehmen wurde 1886 von Franz Paul Cammann und seinem Geldgeber und Kompagnon August Wilhelm Richard Krüger auf dem Grundstück Ziegelstraße 16 gegründet und war auf das Weben mit mechanischen Webstühlen spezialisiert. Das Unternehmen erfuhr einen raschen Aufschwung und verzeichnete nach internationalen Messebeteiligungen bald Aufträge aus Nordamerika, England und der arabischen Welt. Somit konnte die Fertigung bald von 14 auf 60 Webstühle erweitert werden. 1919 erfolgte die Umwandlung in eine Aktiengesellschaft. Vorsitzender des Aufsichtsrats wurde Paul Schönherr, der Sohn Louis Schönherrs. Die Produktpalette umfasste Damaste, Mobelplüsche, Wagenripse, Doppelmoketts, Seiden- und Brokatvelours sowie Gobelins. Diese Luxusstoffe wurde vor allem von wohlhabenden Gesellschaftsschichten gekauft und neben Polstermöbeln auch zur Wandbespannung von Prunksälen, Salons, Theatern oder Eisenbahnwaggons genutzt. So wurden beispielsweise Erste-Klasse-Waggons der Königlich Sächsischen Staatseisenbahnen, die Bibliothek des Schnelldampfers Bremen oder der Palast des Maharadschas von Indore mit Stoffen aus Chemnitz ausgestattet.
In den 1920er Jahren erfolgte der Umzug auf das Gelände an der Blankenauer Straße mit dem Cammann-Hochhaus als imposantem Verwaltungsgebäude. Bis in den Zweiten Weltkrieg hinein war das Unternehmen richtungsweisend für die Branche. Mit Kriegsende wurden große Teile der Technik demontiert und als Reparationsleistungen in die Sowjetunion gebracht. Die verbliebene Belegschaft baute unter der Leitung des Direktors Walter Forchheim den Betrieb mit Hilfe von Maschinen aus zerstörten Fabriken wieder auf und produzierte ab 1948/1949 wieder Stoffe. Die Cammann & Co. Aktiengesellschaft war durch die hohe Steuerlast von Kapitalgesellschaften in der sowjetischen Besatzungszone nicht überlebensfähig. Um einer drohenden Enteignung zu entgehen, erfolgte am 31. Mai 1954 nach den Bestimmungen der StÄVO vom 23. Juli 1953 die Umwandlung der Cammann & Co. AG in die Cammann & Co. Kommanditgesellschaft mit staatlicher Beteiligung. Walter Forchheim führte das Unternehmen bis zu seinem Tod 1965 als persönlich haftender Gesellschafter. Auf der Grundlage einer Entscheidung des Politbüros der SED von 1972 wurde schließlich die zwangsweise Enteignung der ehemaligen Eigentümer vollzogen. Das Unternehmen firmierte dann bis 1990 als VEB Gobelin- und Mokett-Weberei Karl-Marx-Stadt.
Nach der Wende wechselten die Besitzer, es gab Räumungsklagen im eigenen Areal. 1996 wurde das Unternehmen als Cammann Gobelin Manufaktur von den beiden Chemnitzern Karl-Heinz Otto und Elvi Adler übernommen, 1999 zog es ins Museum Tannenhauer Weberei. Heute liefert das Unternehmen die recht aufwändig gewebten Stoffe an Raumausstatter und Möbelfabriken. Bei der Sanierung der Berliner Staatsoper 2010 wurden Cammann-Stoffe für Vorhänge und Polster verwendet, ebenso bei der Sanierung des Moskauer Kreml. Das Unternehmen produziert noch immer nach den von Paul Cammann entwickelten Stoffmustern oder rekonstruiert Stoffe nach historischen Vorlagen. Aufgrund der großen Menge an originalen Stoffmustern werden hier immer wieder besondere historische Muster entdeckt.
Am 1. August 2014 übernahmen Peggy Wunderlich und Torsten Bäz als Nachfolger die Cammann Gobelin Manufaktur und führen diese in der bewährten textilen Tradition in Verbindung mit neuesten technischen Materialien weiter.

## Cammann-Hochhaus

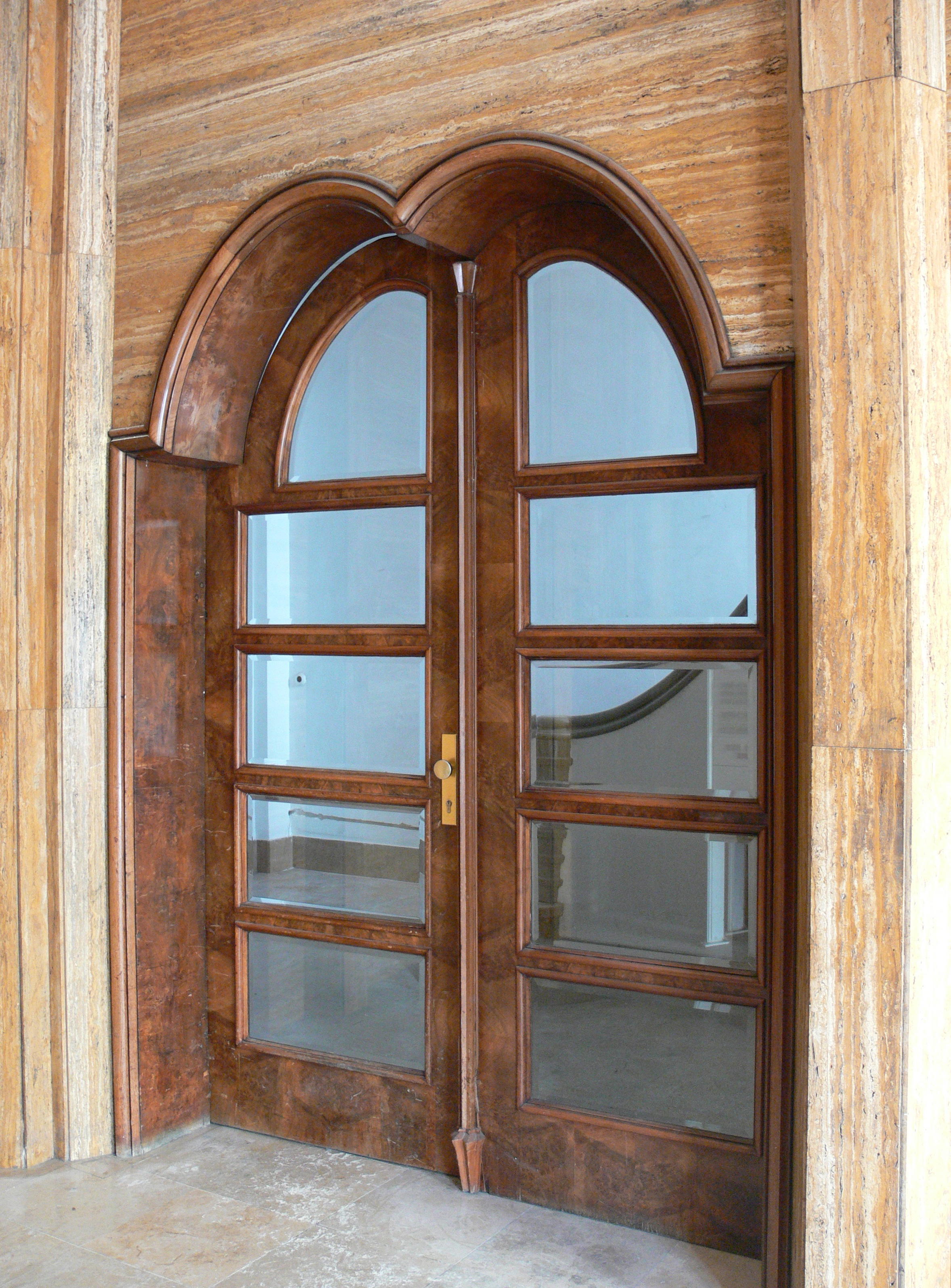
Travertinverkleidung im Eingangsbereich

Das Cammann-Hochhaus wurde als Verwaltungsgebäude des Unternehmens vom Chemnitzer Architekten Willy Schönefeld entworfen und von 1923 bis 1926 vom Bauunternehmer Otto Stäber erbaut. Paul Cammann bezog eine Wohnung im fünften Obergeschoss. Das 40 m hohe Gebäude war mit seinen acht Geschossen – nach damaligen baurechtlichen Maßstäben – das erste Hochhaus von Chemnitz und bei seiner Fertigstellung das größte Gebäude der Stadt. Der verputzte Stahlbetonbau besteht aus fünf Hauptgeschossen mit einer Grundfläche von 23 m × 14 m, darauf zwei zurückgestaffelte Geschosse, auf denen ein weiteres nochmals zurückgesetztes Geschoss mit spitzem turmartigen Dach sitzt. Die Fassade des im Stil des Expressionismus errichteten Hochhauses ist „gefaltet“ und mit Kratzrillenputz verputzt. Teile der Innenräume sind mit Travertin verkleidet. 1996 erfolgte eine Rekonstruktion nach historischem Vorbild.